# Gabigol
Gabriel Barbosa Almeida (São Bernardo do Campo, 30 de agosto de 1996), mais conhecido como Gabigol, é um futebolista brasileiro que atua como atacante. Joga pelo Cruzeiro.
Revelado pelas categorias de base do Santos, sempre foi tratado como uma grande promessa. Estreou como profissional em 2013, com apenas 16 anos, quando ainda era conhecido como Gabriel Barbosa. Na ocasião, entrou durante um empate contra o Flamengo que marcou a despedida de Neymar. Em 2014 passou a receber mais oportunidades, tornando-se titular e ganhando a confiança da torcida santista, que passou a chamar o jovem atacante de "Gabigol", apelido dado na base devido ao seu estilo goleador. Gabriel manteve a boa fase, foi o artilheiro do time na Copa do Brasil e terminou a temporada com 21 gols. Em 2015 repetiu a dose, sendo mais uma vez o artilheiro do Peixe na Copa do Brasil, com oito gols, mas não conseguiu impedir o vice para o rival Palmeiras.
No primeiro semestre de 2016, Gabigol foi novamente o artilheiro do time e conquistou o Campeonato Paulista. Suas boas atuações chamaram a atenção da Internazionale, que contratou o jogador por mais de 29 milhões de euros. No entanto, sua passagem pela Itália não foi marcante, o que resultou em um empréstimo para o Benfica. Por lá, o brasileiro teve um desempenho modesto, marcando apenas um gol na Taça de Portugal. Após seis meses, retornou ao Santos em 2018, também por empréstimo, e teve mais uma boa temporada pelo clube paulista.
Em 2019 foi emprestado ao Flamengo, onde teve uma temporada histórica. Gabigol se destacou ao conquistar o Campeonato Carioca, o Campeonato Brasileiro (onde foi artilheiro com 25 gols) e a Copa Libertadores, marcando dois gols na final contra o River Plate e terminando como artilheiro da competição, com nove gols. Sua passagem pelo time Rubro-Negro consolidou seu status como um dos maiores ídolos da história do clube.
Pela Seleção Brasileira, o atacante participou de torneios de base, como a Copa do Mundo Sub-17 de 2013 e o Sul-Americano Sub-20 de 2015, além de conquistar o Torneio Internacional de COTIF de 2014. Pela Seleção principal, foi convocado para a Copa América Centenário de 2016 e fez parte da equipe que conquistou a inédita medalha de ouro nos Jogos Olímpicos do Rio de Janeiro.
Além da carreira no futebol, em 2021 Gabigol iniciou sua trajetória no rap, adotando o nome artístico Lil Gabi.

## Carreira

### Santos

#### Categorias de base
Apoiado por sua família e conhecidos no futebol, foi descoberto por Zito durante um amistoso de futsal pelo São Paulo contra o próprio Santos em que marcou todos os seis gols de sua equipe em partida encerrada em 6–1. Chegou ao clube com oito anos de idade e virou grande promessa das categorias de base do Peixe, sendo muito conhecido desde pequeno como joia do clube. Marcou mais de 600 gols nas divisões de base e desde os 14 anos acumulou convocações às seleções de base do Brasil, com multa avaliada em 50 milhões de euros.

Wagner Ribeiro, empresário do atleta, declarou em julho de 2011: 
| “ | Ele tem a perna esquerda do Ganso, a técnica do Neymar e a velocidade do Lucas Moura. | ” |

#### Profissional
Gabriel foi promovido para a equipe principal em 2013 com 16 anos de idade. Fez sua estreia em uma partida amistosa no dia 16 de janeiro de 2013 na vitória por 4–0 contra o Grêmio Barueri, porém, a estreia em partidas oficiais ocorreu no dia 26 de maio diante do Flamengo no empate por 0–0, jogo também que marcou a última partida de Neymar pelo clube. Aos 17 anos, teve seus direitos de preferência de compra vendidos ao Barcelona. Seu primeiro gol marcado como profissional foi no dia 21 de agosto, numa vitória por 1–0 contra o Grêmio, em partida válida pelas oitavas de final da Copa do Brasil.
Iniciou o ano de 2014 sendo titular da equipe, ganhando reconhecimento da torcida após uma vitória por goleada no clássico contra o Corinthians, pelo placar de 5–1. O jovem entrou para a história do Santos no dia 1 de fevereiro, ao marcar o gol número 12 mil da história do clube, em mais uma goleada por 5–1, dessa vez contra o Botafogo-SP.
Perdeu a titularidade com a chegada do atacante Leandro Damião, a contratação mais cara envolvendo clubes brasileiros e a segunda mais cara do futebol brasileiro, mas ajudou o time a chegar na final do Campeonato Paulista de 2014, sendo um dos principais jogadores do elenco na competição. Gabigol foi o artilheiro da Copa do Brasil de 2014 com seis gols marcados e artilheiro do Santos no ano de 2014, com 21 gols marcados. Gabigol foi artilheiro novamente da Copa do Brasil, desta vez, da edição de 2015, marcando oito gols e se tornou recordista do clube na competição, ultrapassando Neymar, que tinha 13.
No primeiro jogo da final, ocorrido em 25 de novembro, marcou o único gol da vitória santista sobre o Palmeiras, com um chute cruzado após assistência de Ricardo Oliveira. No segundo jogo, entretanto, a equipe paulistana reverteu a vantagem e foi campeã na decisão por pênaltis. Encerrou o ano considerado o jogador mais valorizado do futebol brasileiro, segundo site especializado. No Campeonato Paulista de 2016, foi artilheiro do Santos na competição em que a equipe sagrou-se campeã, e foi eleito para o time ideal do torneio.

### Internazionale
Em 26 de agosto de 2016, Gabriel viajou para a Itália para assinar contrato com a Internazionale. O atacante voltou ao Brasil após fazer exames médicos e assinar contrato com o clube italiano para jogar sua última partida pelo Santos, contra o Figueirense na Vila Belmiro, em 28 de agosto.
Em 30 de agosto de 2016, Gabriel foi anunciado como reforço da Internazionale, contratado por 27,5 milhões de euros. Fez a sua estreia pela Internazionale em jogo contra o Bologna, pela sexta rodada da Serie A de 2016–17, no empate em 1–1. Após vários jogos no banco, voltou a jogar contra o Sassuolo, entrando nos minutos finais da vitória da Inter por 1–0.
No dia 3 de janeiro de 2017, Gabigol fez seu primeiro gol na Inter de Milão, no amistoso entre Real Linense e Inter de Milão. Seu único gol em partidas oficiais pela Internazionale ocorreu em 19 de fevereiro, na vitória por 1–0 sobre o Bologna.

### Benfica
Em 31 de agosto de 2017, a Internazionale anunciou o empréstimo de Gabriel ao Benfica. Fez sua estreia em 12 de setembro, na derrota por 2–1 para o CSKA Moscou, pela fase de grupos da Liga dos Campeões. Seu primeiro gol pelo Benfica ocorreu em 14 de outubro, marcando o gol da vitória por 1–0 sobre o Olhanense, válido pela Taça de Portugal.

### Retorno ao Santos

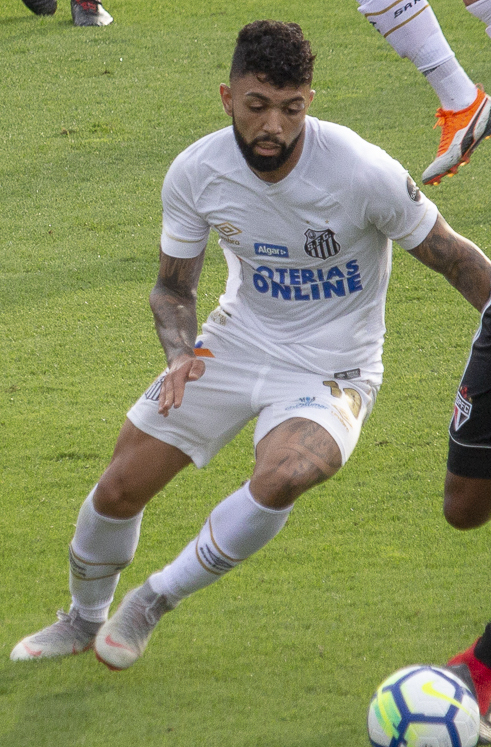
Gabigol atuando pelo Santos em 2018

Em 25 de janeiro de 2018, o Santos anunciou o retorno de Gabriel, por empréstimo até o fim de 2018. No dia 10 de fevereiro, fez sua reestreia e marcou um dos gols do Santos no empate em 2–2 com a Ferroviária, em Araraquara. Na rodada seguinte fechou o placar na vitória por 2–0 diante do São Caetano, em seu retorno à Vila Belmiro. Em 18 de fevereiro contra o São Paulo, decidiu o jogo vencido por 1–0 após completar assistência de Eduardo Sasha. No dia 25 de fevereiro, assinalou o primeiro tento no triunfo de 2–0 sobre o Santo André na Vila. Ao final do Paulistão, o atacante santista foi incluindo na seleção do campeonato, único representante de seu clube na lista. Gabriel estreou na Copa Libertadores da América no dia 1 de março, começando com uma derrota fora de casa por 2-0 com o Real Garcilaso.
Em 15 de março, no duelo válido pela fase de grupos da Libertadores contra o Nacional, Gabriel recebeu um cartão vermelho após falta em Diego Arismendi. No dia 24 de abril, na conquista por 2–0 sobre o Estudiantes, o atacante marcou após um jejum de 8 jogos sem chegar a meta. Pelas oitavas de final da Copa do Brasil, alcançou três gols frente ao Luverdense na goleada por 5–1 completando dois passes de Victor Ferraz. Este foi o primeiro hat-trick de Gabigol. Em duelo válido pela quinta rodada do Campeonato Brasileiro, balançou as redes duas vezes sobre o Paraná Clube em triunfo por 3–1. Em 3 de junho, Gabriel marcou um gol e contribuiu com uma assistência para Rodrygo na vitória por 5–2 sobre o Vitória.
O jogador voltou a balançar as redes no dia 10 de junho, convertendo um pênalti contra o Internacional, mas sem conseguir impedir a derrota por 2–1 na Vila Belmiro. Em duelo válido pela 15ª rodada do Brasileirão, Gabigol assinalou o tento de empate em 1–1 diante do Flamengo. Marcou em dois jogos seguidos contra Atlético Mineiro e Cruzeiro, respectivamente. Teve atuação de destaque em 1 de setembro, contra o Vasco da Gama, balançando as redes três vezes após receber assistências de Dodô, Carlos Sánchez e Derlis González. Duas rodadas seguintes acabou sendo peça chave na vitória de 2–0 diante do Paraná Clube ao marcar os gols e alcançar a artilharia isolada do Campeonato Brasileiro.
Sua última partida pelo Santos em sua segunda passagem pelo clube, acabou em 3–2 contra o Atlético Mineiro. Gabriel marcou o terceiro gol do Santos na partida e logo após, saiu para a entrada de Renato, que faria seu último jogo como atleta profissional. Gabriel em sua segunda passagem pelo clube atuou em 53 partidas, marcando 27 gols. Terminou o ano como artilheiro da Copa do Brasil e do Campeonato Brasileiro, feito inédito na história do futebol brasileiro. Com a artilharia do Campeonato Brasileiro, igualou-se aos centroavantes Kléber Pereira, Borges e Ricardo Oliveira, como artilheiros do Santos no século XXI.

### Flamengo

#### 2019
No dia 8 de janeiro, foi anunciado por empréstimo da Internazionale até o fim de 2019. O empréstimo foi sem custo, mas o rubro-negro ficou responsável pelo pagamento integral dos salários do atacante: 3,5 milhões de euros livres por ano - cerca de R$ 15 milhões (R$ 1,25 milhão por mês). No dia 11 de janeiro o Flamengo confirmou a contratação de forma oficial; ele foi apresentado com a camisa 12 em homenagem a torcida, mas passou a usar a camisa 9.
Estreou no dia 23 de janeiro, na vitória por 2–1 sobre o Resende, pelo Campeonato Carioca. No dia 24 de fevereiro, também pelo Campeonato Carioca, Gabigol marcou seu primeiro gol pelo Flamengo, na vitória por 4–1 sobre o Americano. Foi o responsável pela vitória do Flamengo na estreia da Copa Libertadores da América, na qual garantiu o triunfo por 1–0 sobre o San José, da Bolívia. Ao final do Campeonato Carioca, Gabriel foi o vice artilheiro da competição e entrou para a seleção ideal da competição. Em seis meses de Flamengo, Gabigol encontrou sua forma física ideal e ganhou seis quilos de massa muscular.
Na estreia do Campeonato Brasileiro, Gabigol marcou na vitória do Flamengo contra o Cruzeiro por 3–1. Na partida de volta pelas oitavas de final da Libertadores da América, contra o Emelec, Gabriel voltou a se destacar marcando os dois gols no tempo normal e empatando o placar agregado da decisão, já que o rubro-negro perdeu a partida de ida também por 2–0; o Flamengo se classificou para as quartas de final nos pênaltis. Pelas quartas de final da Libertadores, marcou o gol de empate contra o Internacional na partida de volta para classificar o time às semifinais da Libertadores após 35 anos; chegou à incrível marca de 26 gols em 2019 em apenas oito meses de ação, isolando-se na artilharia nacional. Pela 26ª rodada do Campeonato Brasileiro, contra o Fortaleza, no dia 16 de outubro de 2019, Gabigol chegou ao seu 19° gol e igualou a marca de Adriano Imperador pelo Campeonato Brasileiro de 2009.
No dia 23 de outubro, marcou dois gols na vitória por 5–0 contra o Grêmio pela semifinal da Libertadores, ajudando o Flamengo chegar à final após 38 anos. Também se isolou na artilharia da competição com sete gols. Após marcar no empate de 2–2 entre Goiás e Flamengo, no dia 31 de outubro de 2019, pela 29° rodada do Campeonato Brasileiro, Gabigol chegou a marca de 36 gols na temporada, número que o igualou a Hernane Brocador como maior artilheiro do Flamengo em uma só temporada no século XXI. Contra o Bahia, pela 32° rodada do Campeonato Brasileiro, Gabriel marcaria um dos gols na vitória por 3–1, tornando-se assim o maior artilheiro do Flamengo no século XXI em uma temporada, como também igualou-se a Zico como o maior artilheiro do Flamengo em uma edição do Campeonato Brasileiro com 21 gols. Frente ao Grêmio, pela 33° rodada do Campeonato Brasileiro, Gabriel voltaria a balançar as redes, tornando-se assim o maior artilheiro da história do Flamengo em uma edição de Campeonato Brasileiro, com 22 gols.
Na primeira final em jogo único na história da Taça Libertadores da América, o Flamengo perdia para o River Plate até os 45 minutos da etapa final. Foi quando Gabriel, em cinco minutos, marcou os dois gols da heroica virada; gols estes que deram o bicampeonato ao Flamengo após 38 anos de espera, chegando a marca de 40 gols na temporada. Ao marcar duas vezes na vitória por 3–1 contra o Palmeiras, pela 36° rodada do Campeonato Brasileiro, Gabigol chegou ao seu 24° gol na competição, se tornando assim o maior artilheiro dos pontos corridos do Campeonato Brasileiro desde que o torneio passou a ter 20 equipes, em 2006. Ao final do Campeonato Brasileiro, Gabigol apareceu também entre os dez maiores goleadores de uma edição de Brasileirão em todos os tempos, empatando na 8° posição com Careca, que em 1986, pelo São Paulo, também marcou 25 vezes no campeonato. Coroou o ano com chave de ouro sendo eleito o Bola de Ouro pela revista Placar e o Rei da América de 2019 pelo jornal El País.

#### 2020

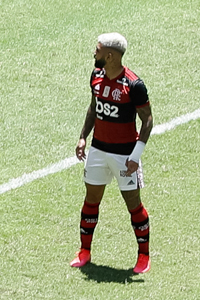
Gabigol na Supercopa do Brasil de 2020

Foi adquirido em definitivo no dia 27 de janeiro, tendo 90% dos seus direitos comprados por 18 milhões de euros (R$ 83,5 milhões de reais). Gabriel assinou com o rubro-negro por cinco temporadas, até dezembro de 2024. Com a aquisição, tornou-se a compra mais cara da história do futebol brasileiro, ultrapassando o companheiro de equipe Giorgian De Arrascaeta. Gabigol anunciou a permanência com a frase "Se é para o bem da Nação, eu fico!". Seu primeiro jogo do ano foi no dia 3 de fevereiro, na vitória por 3–1 sobre o Resende, clube na qual Gabigol fez a sua estreia pelo Flamengo em 2019. No dia 8 de fevereiro, marcou na vitória do Flamengo por 2–0 sobre o Madureira, chegando assim ao seu 45º gol. Com esse tento, igualou a marca de Hernane e se tornou o maior artilheiro do Mengão na década (2011–2020).
Ao marcar na vitória do Flamengo por 3–0 contra o Athletico Paranaense pela Supercopa do Brasil, Gabigol chegou ao 47º gol pelo Flamengo. Com o tento, Gabigol igualou-se à Vágner Love, Léo Moura e Obina, como o 2º maior artilheiro do Flamengo no Século XXI, atrás apenas de Renato Abreu, com 73 gols. No dia 22 de fevereiro, na sua partida de número 300 como profissional, marcou o gol da virada do Flamengo por 2–1 contra o Boavista, na final da Taça Guanabara de 2020, conquistando o segundo título do ano com o Flamengo. Em 26 de fevereiro, ao marcar nos 3–0 contra o Independiente del Valle pelo jogo de volta da Recopa Sul-Americana, Gabigol chegou ao gol de número 30 no Maracanã, igualando-se à Fred como o maior artilheiro do "Novo Maracanã". No dia 29 de fevereiro, foi o destaque da partida contra a Cabofriense, marcando três dos quatro gols da vitória de goleada do seu clube na primeira rodada da Taça Rio.
Com o retorno do Campeonato Carioca em 18 de junho de 2020, após a parada devido ao Coronavírus, Gabigol emplacou uma sequência de cinco assistências em quatro partidas do Cariocão, contra Bangu, Volta Redonda e nas finais (Taça Rio e Carioca) contra o Fluminense. Em contrapartida, não marcou gol em nenhum dos quatro jogos, a sua maior seca pelo Flamengo com Jorge Jesus. No dia 9 de agosto de 2020, na derrota por 1–0 contra o Atlético Mineiro, Gabigol emplacou a sua maior "seca" de gols no Flamengo, contabilizando cinco partidas sem tento. No dia 11 de agosto, Gabigol foi lembrado pela conceituada revista World Soccer, sendo destaque na capa do "The 500" (500 jogadores mais importantes do ano) ao lado de Daniel Alves.
No dia 30 de setembro, na partida contra o Independiente del Valle, Gabigol teve uma séria lesão no tornozelo, a sua principal lesão na carreira, que o deixou fora dos gramados por quase 40 dias. No dia 24 de novembro de 2020, ao marcar na partida de ida das oitavas de final da Libertadores, no empate em 1–1 contra o Racing no El Cilindro, Gabigol chegou a 11 gols na Libertadores (nove gols em 2019 e dois gols em 2020) pelo Flamengo, ultrapassando Tita e se tornando o segundo maior artilheiro rubro-negro na competição continental, ficando atrás apenas de Zico, com 16.

#### 2021
Na primeira partida do time principal junto após retorno, em jogo válido pela 7ª rodada do Carioca no dia 31 de março, Gabriel foi o autor do último gol da vitória por 3–0 sobre o Bangu, após receber o passe de Vitinho. Já no dia 5 de abril, marcou dois gols na vitória de 5–1 sobre o Madureira, válido pela 8ᵃ rodada do Campeonato Carioca. Com esses dois tentos, o atacante chegou aos 73 gols com a camisa do clube, tornando-se o maior artilheiro do Flamengo no século XXI, empatando com Renato Abreu. Em 11 de abril, fez um dos gols do Flamengo no empate de 2–2 com o Palmeiras no tempo normal, forçando a disputa de pênaltis. O atacante converteu sua cobrança e ajudou o Flamengo a ser bicampeão da Supercopa do Brasil, vencendo por 6–5. Com o gol marcado na Supercopa, Gabriel, que estava empatado com Renato Abreu, chegou aos 74 gols e tornou-se o maior artilheiro do Flamengo no século.
De pênalti, fez o segundo gol do Flamengo na vitória de virada por 3–2 sobre o Vélez Sarsfield, em jogo válido pela 1ª rodada da fase de grupos da Libertadores. No dia 27 de abril, marcou duas vezes na vitória por 4–1 sobre o Unión La Calera, válida pela 2ª rodada da Libertadores. O atacante voltou a marcar duas vezes no dia 4 de maio, na vitória por 3–2 sobre a LDU, em jogo válido pela 3ª rodada da fase de grupos da Libertadores. Com esses dois gols, Gabriel tornou-se um dos maiores artilheiros do Flamengo na competição, com 16 gols marcados, igualando o recorde de Zico. Em 8 de maio, Gabriel foi mais uma vez decisivo ao fazer dois gols e dar uma assistência na goleada de 4–0 sobre o Volta Redonda, no jogo de volta do Campeonato Carioca. Em 11 de maio, fez um dos gols do Flamengo no empate de 2–2 contra o Unión La Calera, em jogo válido pela 4ª rodada da fase de grupos da Libertadores. Com esse gol, Gabriel chegou a 17 gols na Libertadores com a camisa do Flamengo, ultrapassando Zico e tornando-se o maior artilheiro da história do clube na competição.
No dia 15 de maio, fez o gol do Flamengo no empate de 1–1 com o Fluminense, no jogo de ida da final do Campeonato Carioca. Além do gol, Gabriel bateu mais um recorde: chegou aos 50 gols no Maracanã, sendo 47 pelo Flamengo e três quando atuava pelo Santos. Já no dia 22 de maio, Gabriel fez dois gols na vitória de 3–1 sobre o Fluminense, em jogo válido pelo jogo de volta do Carioca, ajudando o clube rubro-negro a conquistar terceiro título seguido do campeonato. Após o bom desempenho no Campeonato Carioca, Gabriel foi selecionado para o time da competição e eleito o melhor jogador. Em 18 de julho, em sua primeira partida após voltar da Seleção Brasileira, Gabriel marcou um hat-trick na goleada por 5–0 sobre o Bahia, em jogo da 12ª rodada do Campeonato Brasileiro. Com os gols, o atacante tornou-se o segundo maior artilheiro do Flamengo em Campeonatos Brasileiros, com 42 gols, atrás apenas de Zico, com 135. Gabigol passou também Renato Abreu (que tem 40) como o maior artilheiro do clube na era pontos corridos.
Em 29 de julho, marcou dois gols na goleada de 6–0 sobre o ABC, válido pela ida das oitavas de final da Copa do Brasil. Com esses gols, Gabriel chegou a 24 gols feitos na competição, assumindo a 8ª posição do ranking de maiores artilheiros da história da competição. Também se consolidou como maior artilheiro do Novo Maracanã, com 54 gols (sendo três pelo Santos e 51 pelo Flamengo). No dia 1 de agosto, deu uma assistência para Bruno Henrique fazer o terceiro gol do Flamengo na vitória de 3–1 sobre o Corinthians, na 14ª rodada do Campeonato Brasileiro. No jogo de ida das quartas da Libertadores, no dia 11 de agosto, Gabriel balançou as redes duas vezes e ainda deu uma assistência na goleada de 4–1 sobre o Olimpia. Com os gols que fez, tornou-se o sexto maior artilheiro brasileiro na história da Copa Libertadores da América, com 20 bolas na rede.
Em 18 de agosto, Gabriel fez dois gols na vitória de 5–1 sobre o Olimpia no jogo de volta das quartas da Libertadores, se tornando o quarto maior artilheiro brasileiro na competição com 22 gols. No dia 28 de agosto, Gabriel fez um hat-trick na goleada por 4–0 sobre o Santos, na 18ª rodada do Brasileirão, chegando a 97 gols com a camisa rubro-negra e passando Sávio, que marcou 95 vezes. O atacante também se tornou o oitavo maior artilheiro do Brasileirão de pontos corridos, com 87 gols, superando Luís Fabiano. No dia 22 de setembro, foi de Gabigol o cruzamento para Bruno Henrique fazer o primeiro gol da vitória de 2–0 sobre o Barcelona de Guayaquil, no jogo de ida da semifinal da Libertadores. Já no dia 29 de outubro, Gabriel foi um dos 32 indicados ao prêmio de melhor jogador do mundo pela IFFHS, sendo o único jogador atuando no Brasil presente na lista. Após nove partidas sem balançar as redes, Gabriel fez os dois do rubro-negro no empate de 2–2 com o Athletico Paranaense, em jogo atrasado da 4.ª rodada do Campeonato Brasileiro. Em 8 de novembro, foi do atacante as duas assistências para os gols de Matheuzinho e Michael, respectivamente, no empate de 2–2 com a Chapecoense, pela 30.ª rodada do Campeonato Brasileiro.
Em 11 de novembro, na vitória por 3–0 sobre o Bahia na 31.ª rodada do Campeonato Brasileiro, Gabriel atingiu a marca de 100 gols com a camisa rubro-negra, sendo 19º atleta a atingir o feito pelo clube. Três dias depois, fez o primeiro gol do Flamengo na vitória de 4–0 sobre o São Paulo, pela 32.ª rodada do Campeonato Brasileiro. Na rodada seguinte, marcou o primeiro gol da vitória por 2–1 sobre o Internacional, dessa vez pela 34.ª rodada do Brasileirão. Em 27 de novembro, foi de Gabigol o gol do Flamengo na derrota por 2–1 para o Palmeiras na final da Libertadores. Apesar de não conquistar o título, Gabriel foi o artilheiro com 11 gols, eleito o melhor jogador e selecionado para o time da competição. Já no dia 30 de novembro, fez o primeiro gol do Flamengo na vitória de 2–1 sobre o Ceará na 36.ª rodada do Campeonato Brasileiro. Por conta das boas atuações na Libertadores, Gabigol também foi eleito para a Equipe Ideal da América do Sul do Jornal El País.

#### 2022
No dia 2 de fevereiro, fechou a vitória de 3–0 sobre o Boavista na 3ª rodada do Campeonato Carioca. Fez também em 10 de fevereiro, na vitória de 2–1 sobre o Audax na 5ª rodada do Carioca. Nesse jogo, Gabriel atingiu a marca de 150 jogos com a camisa do Flamengo. No dia 13 de fevereiro, na goleada por 5–0 sobre o Nova Iguaçu na 6ª rodada do Campeonato Carioca, Gabigol marcou o terceiro gol da partida, cobrando pênalti, e ainda concedeu uma assistência para Pedro fazer o quarto gol. Nessa partida, chegou a 200 gols marcados em sua carreira: 83 pelo Santos, um pela Internazionale, um pelo Benfica, 107 pelo Flamengo, cinco pela Seleção Brasileira Principal e dois pela Seleção Olímpica. No dia 20 de fevereiro, fez o primeiro gol do Flamengo no empate de 2–2 com a Atlético Mineiro, em partida válida pela Supercopa do Brasil, que acabou indo para os pênaltis e foi vencida pelo Atlético por 8–7. Com o gol feito, Gabriel chegou a sete gols feitos em decisões pelo clube (Libertadores: três gols, dois contra o River Plate e um contra o Palmeiras; Supercopa: três gols, contra Athletico-PR, Palmeiras e Atlético Mineiro e Recopa Sul-Americana: um gol, contra o Del Valle), igualando Zico. Também com esse gol, tornou-se o primeiro atleta da história do clube a fazer gol contra seus onze principais rivais.
Em 23 de fevereiro, marcou o segundo gol da vitória de 3–1 sobre o Botafogo, em jogo da 8ª rodada do Campeonato Carioca. Balançou as redes também na rodada seguinte, o segundo do empate de 2–2 com o Resende. Gabigol fez mais dois gols no dia 12 de março, na goleada por 6–0 sobre o Bangu, pela 11ª rodada do Campeonato Carioca. Em 16 de março, fez o gol do rubro-negro na vitória de 1–0 sobre o rival Vasco, no jogo de ida das semifinais do Carioca. No dia 22 de março, foi juntamente com Nunes homenageado e colocou seus pés na Calçada da Fama do Maracanã. Balançou as redes pelo Flamengo no dia 2 de abril, no empate de 1–1 com o Fluminense, válido pelo jogo de volta da final do Carioca. No entanto, devido a derrota no jogo de ida (2–0), o rubro-negro acabou perdendo o título. Apesar da derrota, Gabriel foi novamente artilheiro do Carioca (também foi em 2020), com nove gols, chegando a nona artilharia na carreira (cinco pelo Flamengo e quatro pelo Santos). Fez o primeiro da vitória de 3–1 sobre o Talleres na segunda rodada da fase de grupos da Libertadores. Com esse gol, chegou aos 23 tentos no torneio e tornou-se o maior artilheiro brasileiro por um único clube isoladamente, ultrapassando Célio da Silva, que havia feito 22 gols pelo Nacional-URU.
Fez um dos gols do Flamengo na vitória por 3–1 sobre o São Paulo na segunda rodada do Brasileiro, chegando a 12 gols na temporada. Em 29 de abril, fez dois na vitória por 3–2 sobre a Universidad Católica na terceira rodada da Libertadores. Com os gols, Gabriel chegou a 26 gols na competição, ultrapassando Fred e Palhinha com 25 e ficando atrás apenas de Luizão como o brasileiro com mais gols no torneio, com 29 tentos. Gabriel abriu o placar na vitória de 2–0 contra o Altos na Copa do Brasil. Após quatro jogos sem marcar, Gabi fez o gol da virada de um Fla-Flu na oitava rodada do Brasileirão. Agora já sob o comando do técnico Dorival Júnior, Gabriel fez o segundo gol de uma vitória Flamenguista por 2–0 contra o Cuiabá. Dois jogos depois o atacante deixou sua marca contra o América-MG em uma vitória de 3–0 para o Mengão, mas também, no mesmo jogo, ele perdeu seu segundo pênalti pelo Flamengo. No dia 2 de julho, Gabi fez um gol contra o seu clube de formação, o Santos, em uma vitória por 2–1. No jogo seguinte, Gabriel marcou um gol na goleada por 7–1 contra o Tolima, válida pela Libertadores.
Após quase um mês sem balançar as redes, o atacante marcou o segundo gol flamenguista na vitória por 2–0 contra o Corinthians, nas quartas de final da Libertadores. Gabigol também marcou o segundo gol do Flamengo contra o São Paulo no Morumbi, em uma vitória de 2–0 sobre o Tricolor Paulista. Gabigol atingiu uma marca importante em 4 de setembro, contra o Ceará, pela 25ª rodada do Campeonato Brasileiro: ele completou 200 jogos com a camisa do Flamengo e de quebra completou 100 gols no campeonato brasileiro. Quebrando o recorde que era de Roberto Dinamite. Na final da Libertadores de 2022, Gabriel marcou o gol que decidiu o 3º título ao Flamengo na competição. Com a camisa rubro-negra, Gabriel marcou nas decisões de Libertadores de 2019, 2021 e 2022. O atacante encerrou a temporada com 29 gols e cinco assistências em 63 partidas neste ano. Após a aposentadoria do meia Diego Ribas, Gabigol foi escolhido no dia 13 de novembro para ser o novo camisa 10 do Flamengo.

#### 2023
Estreou com a camisa 10 da Gávea no dia 15 de janeiro, contra a Portuguesa, em jogo válido pelo Campeonato Carioca. Na ocasião, o rubro-negro goleou por 4–1. O atacante teve boa atuação no dia 28 de janeiro, no Estádio Mané Garrincha, em Brasília, quando marcou duas vezes contra o Palmeiras pela Supercopa do Brasil. Apesar dos gols, o clube paulista venceu por 4–3 e ficou com o título. Gabi aumentou sua lista de gols em finais e decisões, chegando a um total de 14 desde que estreou pelo Mais Querido. Na disputa do terceiro lugar, o Flamengo venceu o Al Ahly por 4–2, no Estádio Ibn Batouta, em Tânger, no Marrocos. Os gols do rubro-negro foram marcados por Gabi e Pedro, com Gabigol marcando duas vezes de pênalti.
Em 28 de fevereiro, o Flamengo disputou o jogo de volta da final da Recopa Sul-Americana contra o Independiente del Valle, no Maracanã. Após derrota no Equador pelo mesmo placar, o rubro-negro venceu por 1–0 e levou a partida para a prorrogação. O jogo foi para os pênaltis, onde Gabriel converteu sua cobrança, mas não foi o suficiente para sair com o título, com o Fla sendo derrotado por 5–4 nas penalidades. No dia 16 de abril, ao marcar de pênalti na vitória por 3–0 contra o Coritiba, no Maracanã, o atacante encerrou uma seca de dez jogos, seu maior jejum com a camisa do Flamengo.
Gabriel alcançou uma expressiva marca com o manto Rubro-Negro em 1 de julho, contra o Fortaleza, no Maracanã. Na ocasião, o atacante abriu o placar, chegou aos 150 gols pelo Flamengo e tornou-se o nono maior artilheiro da história do clube. A marca foi realizada no 245º jogo dele pelo time carioca. Nesse ano Gabigol atuou em 57 dos 76 jogos do Flamengo, sendo titular em 45 e marcando 20 gols. O atacante foi o segundo artilheiro do time na temporada 2023, ficando atrás apenas do centroavante Pedro.

#### 2024
Após cinco meses sem marcar um gol, Gabigol anotou na vitória do Rubro-Negro por 2–0 contra o Sampaio Corrêa pelo Campeonato Carioca, no dia 31 de janeiro. No dia 10 de fevereiro, marcou mais um gol na vitória do Flamengo frente ao Volta Redonda no Campeonato Carioca, chegando assim a 155 gols pelo rubro-negro e se tornando o 6º maior artilheiro isolado da história do clube. Gabigol foi suspenso do futebol em 25 de março durante dois anos por tentativa de fraude em um exame antidoping. No dia 1 de maio, amparado por um efeito suspensivo, Gabigol voltou a atuar pelo Flamengo, contra o Amazonas, pela Copa do Brasil. Ele, que não jogava há 66 dias, substituiu o uruguaio Nicolás de la Cruz aos 18 minutos do segundo tempo.
No dia 16 de maio, o atacante teve uma imagem vazada em que aparece tomando cerveja com a camisa do Corinthians. No dia seguinte, o clube comunicou que multou Gabigol e tirou a camisa 10 do atacante. O atacante seguiu utilizando a numeração na Libertadores, já que a competição não permite a troca de numeração durante o seu andamento. A partir do dia 18 de maio, o atleta passou a usar a camisa 99.
Vivendo uma temporada irregular e de poucos gols, onde na maior parte do tempo frequentou o banco de reservas sob o comando do técnico Tite, Gabriel passou a receber mais chances a partir de setembro, por conta da grave lesão sofrida pelo titular Pedro. Sua melhor atuação no ano aconteceu no dia 3 de novembro, sob o comando do treinador Filipe Luís, no jogo de ida da final da Copa do Brasil. Titular na decisão contra o Atlético Mineiro, Gabigol marcou duas vezes e ajudou o Flamengo a vencer por 3–1 no Maracanã, garantindo uma boa vantagem. Após o Flamengo ter conquistado o torneio, Gabigol anunciou em entrevista à TV Globo que não ficaria no rubro-negro para a próxima temporada. Sua última partida pelo clube carioca foi na última rodada do Campeonato Brasileiro; Gabigol se despediu fazendo o primeiro gol do Flamengo, em um empate por 2–2, contra o Vitória.
O atacante deixou a equipe rubro-negra como um dos maiores jogadores do time no século. Ao todo pelo clube, Gabigol disputou 308 partidas e marcou 161 gols, tendo se tornado o sexto maior artilheiro da história do clube, também conquistando 13 títulos ao longo das seis temporadas em que defendeu a equipe do Flamengo.

### Cruzeiro
Gabigol foi anunciado como reforço do Cruzeiro no dia 1 de janeiro de 2025, assinando um contrato de quatro temporadas. Sua apresentação oficial ocorreu no dia 4 de janeiro, diante de mais de 45 mil torcedores da Raposa no Estádio Mineirão.
O atacante participou dos dois jogos amistosos do clube pela FC Series, em Orlando, contra São Paulo e Atlético Mineiro. Sua estreia oficial aconteceu no dia 25 de janeiro, em um empate por 1–1 contra o Betim, pela segunda rodada do Campeonato Mineiro. Embora tenha criado oportunidades, Gabigol não conseguiu marcar. Na partida seguinte, contra o Itabirito, no dia 30 de janeiro, Gabigol teve sua primeira grande atuação pelo Cruzeiro, marcando um hat-trick na goleada por 4–1, realizada no Independência. O primeiro gol saiu após um rebote de pênalti defendido, o segundo veio após uma excelente pressão sobre o zagueiro, roubando a bola e batendo no canto do goleiro, e o terceiro também foi de pênalti.
Gabigol manteve a boa fase e voltou a balançar as redes no jogo seguinte, contra o Uberlândia, convertendo mais uma cobrança de pênalti. Este gol foi o primeiro do atacante no Mineirão vestindo a camisa do Cruzeiro. No dia 9 de fevereiro, em um polêmico clássico contra o Atlético, no Mineirão, Gabigol foi expulso após agredir Lyanco com uma cotovelada. O jogo foi marcado por reclamações do Cruzeiro, que alegou que o zagueiro atleticano deveria ter sido expulso em um lance anterior, por um pisão em Dudu. O atacante se redimiu no jogo seguinte, marcando um gol no empate contra o América-MG, pela semifinal do Campeonato Mineiro. Após um pênalti sofrido pelo meia Matheus Pereira, Gabigol converteu a cobrança e abriu o placar.
No dia 29 de março, marcou seu primeiro gol pelo Cruzeiro no Campeonato Brasileiro, em uma vitória por 2–1 contra o Mirassol, pela 1ª rodada da competição. Já no dia 4 de maio, no estádio Mineirão, teve seu momento mais decisivo pela Raposa até então: no reencontro com o Flamengo, seu ex-clube, Gabigol converteu um pênalti aos 90 minutos, garantindo a vitória por 1–0 e quebrando um tabu de 10 anos sem vitórias do Cruzeiro sobre o Flamengo no Campeonato Brasileiro, além de mais de seis anos sem triunfos em qualquer competição.
Apesar de ter perdido a titularidade com a chegada do técnico Leonardo Jardim, mesmo ainda sendo o artilheiro da equipe, Gabigol afirmou em entrevista que possui uma boa relação com o treinador.
Marcou dois gols contra o Juventude, na goleada por 4-0 em 20 de julho, no Mineirão, pelo Brasileirão. O jogo consolidou o Cruzeiro de Leonardo Jardim na liderança do campeonato.

## Seleção Nacional

### Base
Gabriel participou de muitos torneios pelas categorias de base da Seleção Brasileira, como a Copa do Mundo Sub-17 de 2013 e o Sul-Americano Sub-20 de 2015, mas o único título conquistado pela Seleção com sua integração foi o Torneio Internacional de COTIF, em 2014.

### Principal
No dia 26 de março de 2016, Gabriel foi convocado pelo técnico Dunga para substituir o atacante Neymar, após suspensão ao receber o terceiro cartão amarelo, que gera suspensão automática, no jogo contra o Uruguai terminado em 2–2, pelas Eliminatórias da Copa do Mundo FIFA de 2018.No dia 5 de maio de 2016, sem ainda sequer estrear pela Seleção, Gabriel foi convocado para a disputa da Copa América Centenário.
Estreou pela Seleção em uma amistoso preparatório para à Copa América Centenário, no dia 30 de maio de 2016, contra o Panamá. Entrou em campo no segundo tempo e marcou o segundo gol do jogo. Pela Copa América Centenário, na qual a Seleção Brasileira foi eliminada na fase de grupos, Gabigol atuou em todas as partidas, entrando no decorrer dos jogos contra Equador e Haiti, e sendo titular contra o Peru. O atacante marcou um gol na competição, na goleada por 7–1 contra o Haiti.

### Olimpíadas de 2016

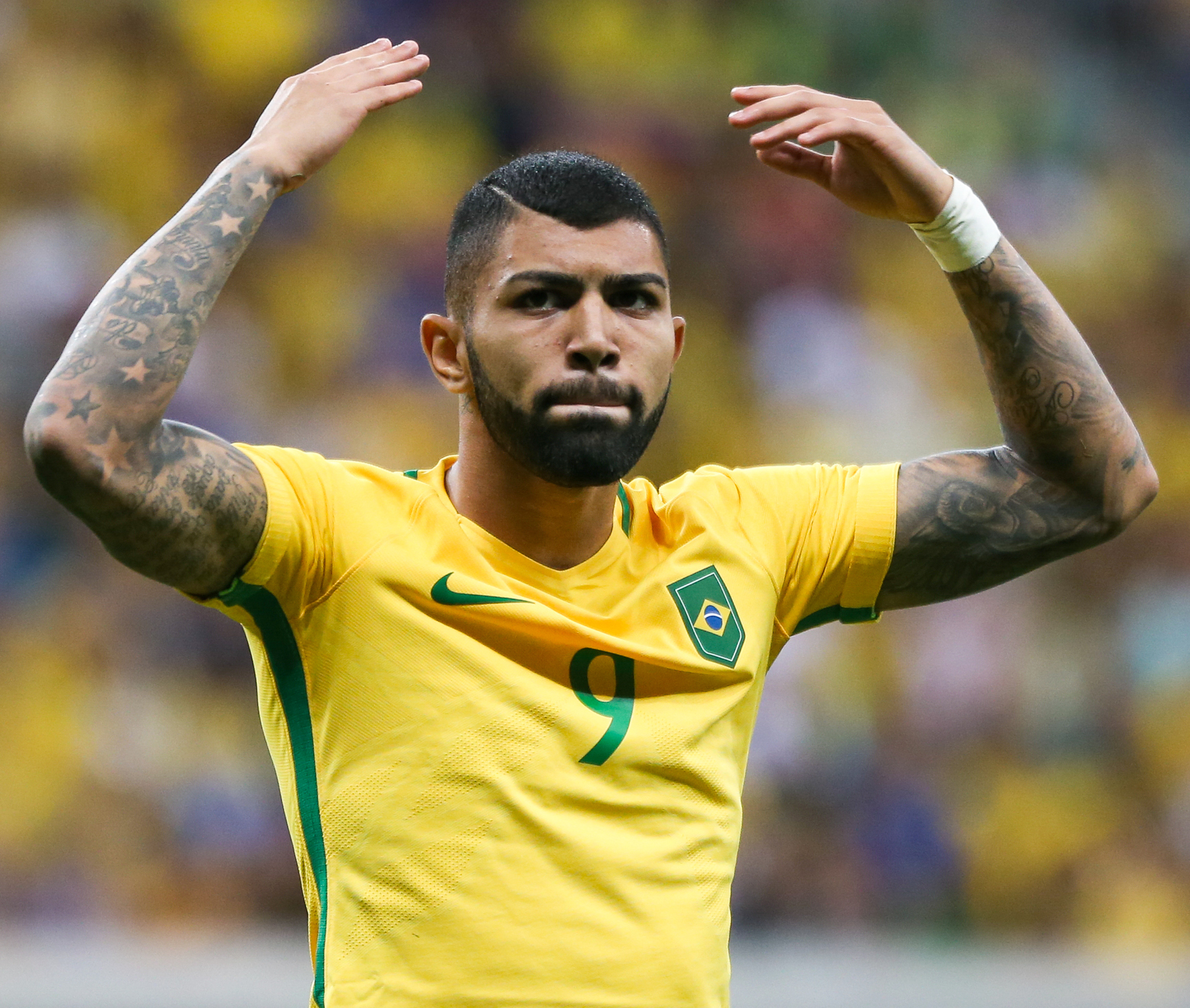
Gabigol nas Olimpíadas de 2016

Passada a Copa América Centenário, no dia 29 de junho de 2016, Gabigol foi convocado por Rogério Micale para a disputa das Olimpíadas. Fez parte do elenco que conquistou a primeira medalha de ouro pela Seleção Brasileira Olímpica nos Jogos do Rio de Janeiro, realizados na capital carioca, em 2016.
Atuou como titular em todos os seis jogos, marcando duas vezes contra a Dinamarca.

### Era Tite
Esteve presente na primeira convocação do técnico Tite, no dia 22 de agosto de 2016, para as partidas Eliminatórias contra Equador e Colômbia. Após um período de três anos, voltou a ser convocado por Tite para a Seleção Brasileira no dia 20 de setembro de 2019, para os amistosos contra Senegal e Nigéria. O jogador entrou no decorrer da partida contra a Seleção Nigeriana, substituindo Roberto Firmino aos 16 minutos do segundo tempo.
Voltou novamente a ser convocado por Tite no dia 14 de maio de 2021, para dois jogos das Eliminatórias para a Copa do Mundo de 2022, contra o Equador em Porto Alegre e contra o Paraguai em Assunção, nos dias 4 e 8 de junho, respectivamente. Seu nome constou na lista dos 55 jogadores enviados pelo técnico Tite para Fifa como pré-convocados para a Copa do Mundo FIFA de 2022, mas o atacante acabou não aparecendo na lista final dos 26 nomes convocados para a Copa.

### Copa América 2021
Em 9 de junho de 2021, Gabriel foi um dos 24 convocados por Tite para a disputa da Copa América, realizada no Brasil. Já no dia 13 de junho, marcou um dos gols do Brasil na vitória por 3–0 sobre a Venezuela, na estreia da Amarelinha na competição.

### Eliminatórias
No dia 15 de julho de 2021, foi convocado pelo técnico Tite para três jogos das Eliminatórias para a Copa do Mundo de 2022, nos dias 2, 5 e 9 de setembro, contra Chile, Argentina e Peru, respectivamente. Voltou a balançar as redes pela Seleção em 7 de outubro, na vitória de virada por 3–1 sobre a Venezuela, tendo feito o segundo gol em cobrança de pênalti. Voltou a marcar pelo Brasil no dia 14 de outubro de 2021, na goleada por 4–1 sobre o Uruguai, marcando um gol de cabeça.

## Vida pessoal

### Aglomeração na pandemia
Em 14 de março de 2021, durante período crítico da pandemia de COVID-19, foi detido em operação da Polícia Civil, incluindo a presença do Deputado federal Alexandre Frota (PSDB), por participar de aglomeração com mais de 200 pessoas, incluindo MC Gui, em um cassino clandestino na Vila Olímpia, bairro nobre em São Paulo. No dia 26 de abril, em uma audiência online, Gabriel aceitou o acordo de pagar 100 salários mínimos (equivalente a 110 mil reais) para evitar ser processado por crime contra a saúde pública pelo episódio.

### Carreira como rapper e loja
Em 30 de agosto de 2021, no dia de seu aniversário de 25 anos, Gabriel fez sua estreia na carreira musical usando nome artístico "Lil Gabi", com o lançamento do single "Sei Lá", faixa composta por ele mesmo e pelo rapper Choji, contando com a produção do também rapper Papatinho. No mesmo dia, também anunciou sua loja oficial, a Gabigol Store, em parceria com o Mercado Livre e com a Webfone. A loja é um projeto que oferece uma série de produtos licenciados, de beleza e cuidado pessoal a artigos decorativos, tendo peças tanto da marca pessoal de Gabriel (GABIGOL), quanto para crianças (Gabigolzinho).

## Estilo de jogo
Considerado um atacante talentoso, Gabriel é conhecido por suas habilidades técnicas, criatividade e uso de truques na bola; devido ao seu talento e estilo de jogo extravagante, ele foi apelidado de "próximo Neymar" pela mídia em 2016. Comparando o seu início no Santos e o auge no Flamengo, o papel de Gabriel em campo evoluiu; originalmente um segundo atacante ou um ponta, o jogador também pode atuar como centroavante, com a principal tarefa de finalizar dentro da grande área ou fazer o papel do pivô e dar assistências para seus companheiros. Seu físico também melhorou, levando-o a ganhar mais disputas pelo alto. Devido a mudanças recentes no seu estilo de jogo, ele foi comparado a Mauro Icardi, seu ex-companheiro de equipe na Internazionale.

## Estatísticas
Atualizadas até 14 de maio de 2025
Clubes
| Clube             | Temporada         | Campeonato nacional | Campeonato nacional | Campeonato nacional | Copa nacional[a] | Copa nacional[a] | Copa nacional[a] | Competições continentais[b] | Competições continentais[b] | Competições continentais[b] | Outros torneios[c] | Outros torneios[c] | Outros torneios[c] | Total | Total | Total   |
| Clube             | Temporada         | Jogos               | Gols                | Assist.             | Jogos            | Gols             | Assist.          | Jogos                       | Gols                        | Assist.                     | Jogos              | Gols               | Assist.            | Jogos | Gols  | Assist. |
| ----------------- | ----------------- | ------------------- | ------------------- | ------------------- | ---------------- | ---------------- | ---------------- | --------------------------- | --------------------------- | --------------------------- | ------------------ | ------------------ | ------------------ | ----- | ----- | ------- |
| Santos            | 2013              | 11                  | 1                   | 1                   | 2                | 1                | 0                | —                           | —                           | —                           | 0                  | 0                  | 0                  | 13    | 2     | 1       |
| Santos            | 2014              | 31                  | 8                   | 5                   | 7                | 6                | 3                | —                           | —                           | —                           | 18                 | 7                  | 2                  | 56    | 21    | 10      |
| Santos            | 2015              | 30                  | 10                  | 5                   | 14               | 8                | 3                | —                           | —                           | —                           | 12                 | 3                  | 3                  | 56    | 21    | 11      |
| Santos            | 2016              | 11                  | 5                   | 2                   | 1                | 0                | 0                | —                           | —                           | —                           | 17                 | 7                  | 3                  | 29    | 12    | 5       |
| Santos            | 2018              | 35                  | 18                  | 2                   | 3                | 4                | 0                | 6                           | 1                           | 0                           | 8                  | 4                  | 0                  | 52    | 27    | 2       |
| Santos            | Total             | 118                 | 42                  | 15                  | 27               | 19               | 6                | 6                           | 1                           | 0                           | 55                 | 21                 | 8                  | 206   | 83    | 29      |
| Internazionale    | 2016–17           | 9                   | 1                   | 0                   | 1                | 0                | 0                | —                           | —                           | —                           | —                  | —                  | —                  | 10    | 1     | 0       |
| Internazionale    | Total             | 9                   | 1                   | 0                   | 1                | 0                | 0                | —                           | —                           | —                           | —                  | —                  | —                  | 10    | 1     | 0       |
| Benfica           | 2017–18           | 1                   | 0                   | 0                   | 2                | 1                | 0                | 2                           | 0                           | 0                           | —                  | —                  | —                  | 5     | 1     | 0       |
| Benfica           | Total             | 1                   | 0                   | 0                   | 2                | 1                | 0                | 2                           | 0                           | 0                           | —                  | —                  | —                  | 5     | 1     | 0       |
| Flamengo          | 2019              | 29                  | 25                  | 9                   | 4                | 2                | 0                | 14                          | 9                           | 1                           | 12                 | 7                  | 2                  | 59    | 43    | 12      |
| Flamengo          | 2020              | 25                  | 14                  | 2                   | 1                | 1                | 0                | 5                           | 2                           | 1                           | 12                 | 10                 | 9                  | 43    | 27    | 12      |
| Flamengo          | 2021              | 18                  | 12                  | 5                   | 5                | 2                | 0                | 13                          | 11                          | 4                           | 9                  | 9                  | 1                  | 45    | 34    | 10      |
| Flamengo          | 2022              | 29                  | 11                  | 1                   | 9                | 2                | 0                | 14                          | 8                           | 3                           | 11                 | 8                  | 1                  | 63    | 29    | 5       |
| Flamengo          | 2023              | 26                  | 5                   | 1                   | 9                | 4                | 0                | 7                           | 2                           | 1                           | 14                 | 9                  | 1                  | 56    | 20    | 3       |
| Flamengo          | 2024              | 19                  | 4                   | 1                   | 7                | 2                | 0                | 4                           | 0                           | 0                           | 8                  | 2                  | 0                  | 38    | 8     | 1       |
| Flamengo          | Total             | 146                 | 71                  | 19                  | 35               | 13               | 0                | 57                          | 32                          | 10                          | 66                 | 45                 | 14                 | 304   | 161   | 43      |
| Cruzeiro          | 2025              | 6                   | 2                   | 0                   | 1                | 0                | 1                | 4                           | 2                           | 0                           | 7                  | 5                  | 0                  | 18    | 9     | 1       |
| Cruzeiro          | Total             | 6                   | 2                   | 0                   | 1                | 0                | 1                | 4                           | 2                           | 0                           | 7                  | 5                  | 0                  | 18    | 9     | 1       |
| Total na carreira | Total na carreira | 280                 | 116                 | 34                  | 66               | 33               | 7                | 69                          | 35                          | 10                          | 127                | 71                 | 22                 | 543   | 255   | 73      |

- a. ^ Jogos da Copa do Brasil, Copa da Itália, Taça de Portugal e Taça da Liga
- b. ^ Jogos da Copa Libertadores, Liga dos Campeões da UEFA e Mundial de Clubes
- c. ^ Jogos do Campeonato Paulista, Campeonato Carioca, Recopa Sul-Americana e Supercopa do Brasil

### Seleção Brasileira
Abaixo estão listados todos jogos, gols e assistências do futebolista pela Seleção Brasileira, desde as categorias de base.

#### Sub–17
| Ano               | Campeonato Mundial | Campeonato Mundial | Campeonato Mundial |
| Ano               | Jogos              | Gols               | Assist.            |
| ----------------- | ------------------ | ------------------ | ------------------ |
| 2013              | 2                  | 1                  | 2                  |
| Total na carreira | 2                  | 1                  | 2                  |

#### Sub–20
| Ano               | Campeonato Mundial | Campeonato Mundial | Campeonato Mundial | Campeonato Sul–Americano | Campeonato Sul–Americano | Campeonato Sul–Americano | Total | Total | Total   |
| Ano               | Jogos              | Gols               | Assist.            | Jogos                    | Gols                     | Assist.                  | Jogos | Gols  | Assist. |
| ----------------- | ------------------ | ------------------ | ------------------ | ------------------------ | ------------------------ | ------------------------ | ----- | ----- | ------- |
| 2014              | 5                  | 3                  | 0                  | —                        | —                        | —                        | 5     | 3     | 0       |
| 2015              | —                  | —                  | —                  | 9                        | 1                        | 0                        | 9     | 1     | 0       |
| Total na carreira | 5                  | 3                  | 0                  | 9                        | 1                        | 0                        | 14    | 4     | 0       |

#### Sub–23
| Ano               | Jogos Olímpicos | Jogos Olímpicos | Jogos Olímpicos | Amistosos | Amistosos | Amistosos | Total | Total | Total   |
| Ano               | Jogos           | Gols            | Assist.         | Jogos     | Gols      | Assist.   | Jogos | Gols  | Assist. |
| ----------------- | --------------- | --------------- | --------------- | --------- | --------- | --------- | ----- | ----- | ------- |
| 2015              | —               | —               | —               | 4         | 6         | 0         | 4     | 6     | 0       |
| 2016              | 6               | 2               | 0               | 2         | 1         | 0         | 8     | 3     | 0       |
| Total na carreira | 6               | 2               | 0               | 2         | 7         | 0         | 12    | 9     | 0       |

#### Principal
| Ano               | Copa América | Copa América | Copa América | Qualificação Mundial | Qualificação Mundial | Qualificação Mundial | Amistosos | Amistosos | Amistosos | Total | Total | Total   |
| Ano               | Jogos        | Gols         | Assist.      | Jogos                | Gols                 | Assist.              | Jogos     | Gols      | Assist.   | Jogos | Gols  | Assist. |
| ----------------- | ------------ | ------------ | ------------ | -------------------- | -------------------- | -------------------- | --------- | --------- | --------- | ----- | ----- | ------- |
| 2016              | 3            | 1            | 0            | —                    | —                    | —                    | 1         | 1         | 0         | 4     | 2     | 0       |
| 2019              | —            | —            | —            | —                    | —                    | —                    | 1         | 0         | 0         | 1     | 0     | 0       |
| 2021              | 5            | 1            | 0            | 7                    | 2                    | 0                    | —         | —         | —         | 12    | 3     | 0       |
| 2022              | —            | —            | —            | 1                    | 0                    | 0                    | —         | —         | —         | 1     | 0     | 0       |
| Total na carreira | 8            | 2            | 0            | 8                    | 2                    | 0                    | 2         | 1         | 0         | 18    | 5     | 0       |

## Títulos
Santos
- Campeonato Paulista: 2015 e 2016

Flamengo
- Copa Libertadores da América: 2019 e 2022
- Recopa Sul-Americana: 2020
- Campeonato Brasileiro: 2019 e 2020
- Copa do Brasil: 2022 e 2024
- Supercopa do Brasil: 2020 e 2021
- Campeonato Carioca: 2019, 2020, 2021 e 2024

Seleção Brasileira
- Jogos Olímpicos: 2016

### Prêmios individuais
- Troféu Mesa Redonda – Revelação do Ano: 2014[241]
- Bola de Prata – Revelação do Ano: 2015[242]
- Seleção do Campeonato Paulista: 2016[243] e 2018[244]
- Bola de Prata – Seleção do Campeonato Brasileiro: 2018[245] e 2019[246]
- Chuteira de Ouro: 2018[247] e 2019[248]
- Troféu Mesa Redonda – Seleção da Temporada: 2018[249] e 2019[250]
- Prêmio Craque do Brasileirão – Seleção do Campeonato: 2018,[251] 2019[252] e 2020[253]
- Prêmio Craque do Brasileirão – Artilheiro: 2018 e 2019
- Seleção do Campeonato Carioca: 2019, 2020, 2021 e 2022[254][255][112]
- Prêmio Rei da América - El País: 2019[256]
- Bola de Ouro (ESPN): 2019[71]
- Melhor Jogador da final da Copa Libertadores da América: 2019[257] e 2022[258]
- Seleção da Copa Libertadores da América: 2019,[259] 2021[260] e 2022[261][262]
- Equipe Ideal da América (El País): 2019,[263] 2021[264] e 2022[265]
- Prêmio Arthur Friedenreich: 2019
- Melhor Jogador do Campeonato Carioca: 2020[266] e 2021[112]
- Prêmio Craque do Brasileirão – Craque da Galera: 2020[267]
- Jogador do mês do Campeonato Brasileiro: fevereiro de 2021
- Melhor jogador da Copa Libertadores da América: 2021[268]
- Seleção do Ano da CONMEBOL (IFFHS): 2021[269]
- Seleção da Copa do Brasil: 2024[270]

### Artilharias
Santos
- Copa do Brasil: 2014 (6 gols)
- Copa do Brasil: 2015 (8 gols)
- Copa do Brasil: 2018 (4 gols)
- Campeonato Brasileiro: 2018 (18 gols)

Flamengo
- Copa Libertadores da América: 2019 (9 gols)
- Campeonato Brasileiro: 2019 (25 gols)
- Supercopa do Brasil: 2020 (1 gols)
- Campeonato Carioca: 2020 (8 gols)
- Copa Libertadores da América: 2021 (11 gols)
- Supercopa do Brasil: 2022 (1 gols)
- Campeonato Carioca: 2022 (9 gols)
- Supercopa do Brasil: 2023 (2 gols)[271]

Seleção Brasileira
- Torneio Internacional de COTIF: 2014 (3 gols)

### Recordes e marcas
- Primeiro jogador da história do futebol brasileiro a ser artilheiro de dois campeonatos nacionais no mesmo ano (2018): 4 gols (Copa do Brasil) e 18 gols (Brasileirão)[272][273]
- Jogador com mais artilharias da história dos três principais campeonatos disputados por clubes brasileiros (sete ao todo): duas no Brasileirão (2018 e 2019), três na Copa do Brasil (2014, 2015 e 2018) e duas na Libertadores (2019 e 2021)[112]
- Doblete mais rápido da história em uma final de Libertadores: dois gols em três minutos[274][275]
- Jogador com mais artilharias da Copa do Brasil (ao lado de Léo Gamalho e Gérson da Silva): 3 (2014, 2015 e 2018)[276]
- Jogador com mais artilharias da Copa do Brasil por um mesmo clube (Santos): 3 (2014, 2015 e 2018)[276]
- Jogador com mais artilharias consecutivas da Copa do Brasil (ao lado de Romário e Gérson da Silva): 2 (2014 e 2015)[276]
- Primeiro jogador brasileiro a marcar em todas as fases da Libertadores (desconsiderando as preliminares): fase de grupos, oitavas de final, quartas de final, semifinal e final[277]
- 3º maior premiado da história do Bola de Prata: seis troféus[71]
- 1º jogador a ser artilheiro isolado de dois Brasileirões consecutivos: 18 gols (2018) e 25 gols (2019)[278]
- Maior artilheiro do Santos na década (2011–2020): 83 gols[279][280]
- Maior artilheiro do Flamengo na década (2011–2020): 70 gols[281][282]
- Maior artilheiro em uma temporada do futebol brasileiro na década (2011–2020), ao lado de Neymar: 43 gols (2019)[283][284]
- Maior artilheiro do Flamengo no século XXI: 160 gols[96][285]
- Maior artilheiro do Santos na Copa do Brasil: 19 gols[286]
- Maior artilheiro do Flamengo na Libertadores: 30 gols[287][288]
- 2º maior artilheiro do Flamengo no Brasileirão, atrás de Zico (135 gols): 70 gols[289]
- Maior artilheiro do Flamengo no Brasileirão com pontos corridos (2003–presente): 70 gols[289]
- Maior artilheiro do Flamengo em um mesmo Brasileirão (2019): 25 gols
- 3º Maior artilheiro do Brasileirão com pontos corridos (2003–presente): 112 gols
- Maior artilheiro do Flamengo na Supercopa Rei: 5 gols
- Maior artilheiro da História da Supercopa Rei: 5 gols
- Jogador a marcar em mais finais da Supercopa Rei: 4 finais
- 3º Maior artilheiro da história da Copa do Brasil: 32 gols[290]
- 2° Maior artilheiro do Novo Maracanã: 77 gols[291]
- Maior artilheiro brasileiro da história da Libertadores: 31 gols[292]
- Maior artilheiro do Flamengo em finais: 16 gols[293]
- Maior artilheiro brasileiro da Libertadores por um único clube: 30 gols[159]
- Jogador mais jovem a atingir 100 gols no Brasileirão (26 anos e cinco dias)[294]
- 2° maior artilheiro brasileiro em finais de Libertadores - (quatro gols) ao lado de Zico e Thiago Neves[295]
- Primeiro e único jogador do Flamengo a marcar gol contra os 11 principais rivais[296]
- Terceiro jogador do Flamengo a marcar gol em todas as atuais competições anuais de primeiro nível (7), do Carioca ao Mundial[297][298]
- 6° Maior Artilheiro da História do Flamengo: 161 Gols[299]
- 4° Maior artilheiro do Flamengo na Copa do Brasil: 13 Gols [300]

### Honrarias
- Calçada da fama no Museu Pelé: 2016[301]
- Medalha Tiradentes: 2019[302][303]
- Calçada da Fama do Maracanã: 2022[304]